# Nuoto ai campionati mondiali di nuoto 2023 - 400 metri misti maschili
La gara di nuoto dei 400 metri misti maschili dei campionati mondiali di nuoto 2023 è stata disputata il 23 luglio 2023 presso il Fukuoka Convention Center di Fukuoka. Vi hanno preso parte 29 atleti provenienti da 23 nazioni.
La competizione è stata vinta dal nuotatore francese Léon Marchand, mentre l'argento e il bronzo sono andati rispettivamente allo statunitense Carson Foster e al giapponese Daiya Seto.

## Podio
| Posizione | Atleta        | Nazionalità |
| --------- | ------------- | ----------- |
| Oro       | Léon Marchand | Francia     |
| Argento   | Carson Foster | Stati Uniti |
| Bronzo    | Daiya Seto    | Giappone    |

## Programma
| Data           | Ora (UTC+9) | Turno    |
| -------------- | ----------- | -------- |
| 23 luglio 2023 | 12:45       | Batterie |
| 23 luglio 2023 | 21:21       | Finale   |

## Record
Prima della competizione il record del mondo e il record dei campionati erano i seguenti:
| Record mondiale       | 4'03"84 | Michael Phelps Stati Uniti | 10 agosto 2008 Pechino, Cina      |
| Record dei campionati | 4'04"28 | Léon Marchand Francia      | 18 giugno 2022 Budapest, Ungheria |

Durante la competizione è stato battuto il seguente record:
| Data      | Evento | Atleta        | Nazione | Tempo   | Record          |
| --------- | ------ | ------------- | ------- | ------- | --------------- |
| 23 luglio | Finale | Léon Marchand | Francia | 4'02"50 | Record mondiale |

## Risultati

### Batterie
| Pos. | Batteria | Corsia | Atleta               | Nazionalità   | Tempo   | Note |
| ---- | -------- | ------ | -------------------- | ------------- | ------- | ---- |
| 1    | 2        | 4      | Carson Foster        | Stati Uniti   | 4'09"83 | Q    |
| 2    | 3        | 4      | Léon Marchand        | Francia       | 4'10"88 | Q    |
| 3    | 2        | 5      | Daiya Seto           | Giappone      | 4'10"32 | Q    |
| 4    | 2        | 6      | Alberto Razzetti     | Italia        | 4'11"57 | Q    |
| 5    | 2        | 3      | Brendon Smith        | Australia     | 4'11"75 | Q    |
| 6    | 3        | 5      | Chase Kalisz         | Stati Uniti   | 4'12"37 | Q    |
| 7    | 3        | 2      | Balázs Holló         | Ungheria      | 4'12"77 | Q    |
| 8    | 3        | 3      | Lewis Clareburt      | Nuova Zelanda | 4'12"85 | Q    |
| 9    | 2        | 1      | Lorne Wigginton      | Canada        | 4'13"75 |      |
| 10   | 3        | 7      | Apostolos Papastamos | Grecia        | 4'14"52 |      |
| 11   | 2        | 7      | Thomas Neill         | Australia     | 4'14"98 |      |
| 12   | 2        | 8      | Thomas Jansen        | Paesi Bassi   | 4'16"00 |      |
| 13   | 3        | 0      | Collyn Gagne         | Canada        | 4'16"08 |      |
| 14   | 3        | 6      | Tomoru Honda         | Giappone      | 4'16"71 |      |
| 14   | 1        | 2      | Erik Gordillo        | Guatemala     | 4'20"17 |      |
| 16   | 3        | 8      | Stephan Steverink    | Brasile       | 4'21"22 |      |
| 17   | 1        | 6      | Marius Toscan        | Svizzera      | 4'21"24 |      |
| 18   | 1        | 5      | Héctor Ruvalcaba     | Messico       | 4'21"25 |      |
| 19   | 2        | 0      | Ádám Telegdy         | Ungheria      | 4'21"29 |      |
| 20   | 3        | 1      | Luan Grobbelaar      | Nuova Zelanda | 4'21"54 |      |
| 21   | 2        | 9      | Kim Min-suk          | Corea del Sud | 4'22"17 |      |
| 22   | 3        | 9      | Richárd Nagy         | Slovacchia    | 4'22"96 |      |
| 23   | 1        | 3      | Nguyễn Quang Thuấn   | Vietnam       | 4'25"92 |      |
| 24   | 1        | 7      | Tan Khai Xin         | Malaysia      | 4'26"83 |      |
| 25   | 1        | 8      | Jarod Arroyo         | Porto Rico    | 4'27"11 |      |
| 26   | 1        | 1      | Munzer Kabbara       | Libano        | 4'28"66 |      |
| 27   | 1        | 9      | Kristaps Mikelsons   | Lettonia      | 4'36"22 |      |
| -    | 1        | 0      | Kun-Ming Fu          | Taipei cinese | dq      | dq   |
| -    | 2        | 2      | Wang Shun            | Cina          | dq      | dq   |
| -    | 1        | 4      | Jaouad Syoud         | Algeria       | dns     | dns  |

### Finale
| Pos.    | Corsia | Atleta           | Nazionalità   | Tempo   | Note |
| ------- | ------ | ---------------- | ------------- | ------- | ---- |
| Oro     | 5      | Léon Marchand    | Francia       | 4'02"50 |      |
| Argento | 4      | Carson Foster    | Stati Uniti   | 4'06"56 |      |
| Bronzo  | 3      | Daiya Seto       | Giappone      | 4'09"41 |      |
| 4       | 7      | Chase Kalisz     | Stati Uniti   | 4'10"23 |      |
| 5       | 2      | Brendon Smith    | Australia     | 4'10"37 |      |
| 6       | 8      | Lewis Clareburt  | Nuova Zelanda | 4'11"29 |      |
| 7       | 6      | Alberto Razzetti | Italia        | 4'11"73 |      |
| 8       | 1      | Balázs Holló     | Ungheria      | 4'13"36 |      |